# Eumenes inombratus
Eumenes inombratus är en stekelart som beskrevs av Giordani Soika 1934. Eumenes inombratus ingår i släktet krukmakargetingar, och familjen Eumenidae. Inga underarter finns listade i Catalogue of Life.